# Karl Pfeffer-Wildenbruch

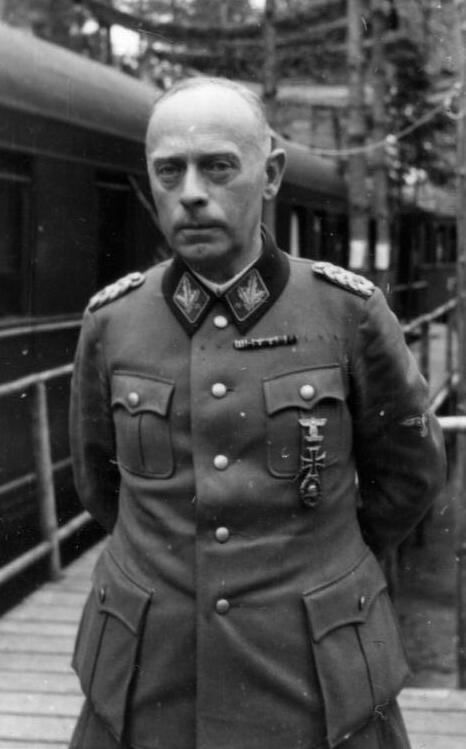
Karl Pfeffer-Wildenbruch (1943)

Karl Pfeffer-Wildenbruch (* 12. Juni 1888 in Kalkberge-Rüdersdorf; † 29. Januar 1971 in Bielefeld) war ein deutscher Offizier und im nationalsozialistischen Deutschen Reich Generalinspekteur der Polizeischulen, SS-Obergruppenführer und General der Waffen-SS sowie General der Polizei.

## Leben

### Erster Weltkrieg
Pfeffer-Wildenbruch trat nach seinem Abitur am 7. März 1907 als Fahnenjunker in das 2. Westfälische Feldartillerie-Regiment Nr. 22 der Preußischen Armee in Münster ein und wurde am 1. August 1908 zum Leutnant befördert. 1911 erfolgte die Kommandierung nach Berlin zur Militärtechnischen Akademie. Mit Ausbruch des Ersten Weltkriegs war er Batterieoffizier und Regimentsadjutant. Es folgte eine Verwendung bei der deutschen Militärmission in der Türkei als Generalstabsoffizier im Stab des Generalfeldmarschalls Colmar von der Goltz, der in Bagdad die osmanische 1. Armee kommandierte. Von Mai bis November 1917 war er Ia bei der deutschen Militärmission in Konstantinopel. Ende 1917 kehrte er nach Deutschland zurück, wo er Generalstabsoffizier bei der 11. Infanterie-Division wurde. Bis Kriegsende folgte eine Verwendung im Stab des Generalkommandos z. b. V. 55 und beim XXIV. Reserve-Korps. Für sein Wirken während des Krieges erhielt er beide Klassen des Eisernen Kreuzes.

### Zwischen den Weltkriegen
Im August 1919 kam er zur Schutzpolizei, wurde kurze Zeit später Referent im Reichsministerium des Innern und Abteilungskommandeur in Osnabrück und Magdeburg. Von 1928 bis 1930 war er in Santiago de Chile Inspekteur der chilenischen Carabineros. Anschließend kehrte er nach Deutschland zurück.

### Zeit des Nationalsozialismus
Zum 1. November 1932 trat er in die NSDAP ein (Mitgliedsnummer 1.364.387). Im Juni 1933 wurde Pfeffer-Wildenbruch als Oberstleutnant Kommandeur des Landespolizei-Regiments Frankfurt an der Oder. Ab Mai 1936 war er Generalinspekteur der Polizeischulen und wurde am 1. Mai 1937 zum Generalmajor der Polizei befördert. Am 12. März 1939 trat er der Allgemeinen SS bei (SS-Nummer 292.713) und kam in den Stab des Reichsführers SS. Am 20. April 1939 erfolgte seine Beförderung zum SS-Brigadeführer. Ende 1939 stellte er die 4. SS-Polizei-Panzergrenadier-Division auf und nahm mit ihr, am 20. April 1940 zum SS-Gruppenführer und Generalleutnant der Waffen-SS und Generalleutnant der Polizei befördert, am Westfeldzug teil. Ab November 1940 war Pfeffer-Wildenbruch wieder im Stab des Reichsführers SS. Von 1941 bis 1943 war er Chef des Kolonial-Polizeiamtes im Reichsministerium des Innern und übernahm am 8. Oktober 1943 als Kommandierender General das VI. (lett.) SS-Freiwilligen-Armeekorps. Am 9. November 1943 wurde er zum SS-Obergruppenführer und General der Waffen-SS und Polizei befördert. Anfang Dezember 1944 erfolgte die Ernennung zum Kommandierenden General des IX. SS-Gebirgskorps in Ungarn und Befehlshaber von Budapest. Als Kampfkommandant verteidigte er die ungarische Hauptstadt nach ihrer Einschließung durch sowjetische Truppen vom 24. Dezember 1944 bis zum 11. Februar 1945. Die Schlacht um Budapest war einer der längsten und blutigsten Stadtkämpfe des Zweiten Weltkriegs und dauerte 102 Kampftage. Für die Verteidigung der Stadt wurde Pfeffer-Wildenbruch am 11. Januar 1945 mit dem Ritterkreuz des Eisernen Kreuzes und am 1. Februar 1945 mit dem Eichenlaub (723. Verleihung) ausgezeichnet. Als der Ausbruch aus Budapest seiner etwa 500-köpfigen Gruppe scheiterte, floh er am 12. Februar 1945 in eine nahegelegene Villa in Buda und ergab sich kampflos (Näheres siehe Ausbruch aus Budapest).

### Nachkriegszeit
1949 wurde er in der Sowjetunion zu 25 Jahren Zwangsarbeit verurteilt und im Zuge der Heimkehr der Zehntausend im Oktober 1955 aus dem Kriegsgefangenenlager 5110/48 Woikowo nach Deutschland entlassen.